# 比利亚萨瓦列戈
比利亚萨瓦列戈，是西班牙卡斯蒂利亚-莱昂莱昂省的一个市镇。 总面积60平方公里，总人口1254人（001年），人口密度21人/平方公里。